# Swakop
Le Swakop est un fleuve de l'ouest de la Namibie traversant une partie du Namib et dont l'embouchure se trouve à la limite sud de Swakopmund (qui signifie en allemand bouche du Swakop). Il est le plus souvent entièrement sec. Son principal affluent est la Khan. Le niveau moyen du fleuve a diminué en raison de la construction de deux barrages.
Malgré son irrégularité, il a permis de développer l'agriculture dans la région de Swakopmund, réputée pour ses asperges, ses olives et ses tomates.
Son bassin est aussi connu pour la présence de l'espèce de plante Welwitschia.
Les mines d'uranium Langer Heinrich, Rössing et Husab utilisent d'énorme quantité d'eau, ce qui abaisse le niveau du fleuve Swakop. De plus, de la poussière radioactive est charriée par le fleuve et contamine les cultures maraichères des riverains du fleuve.